# Schizopathes
Schizopathes is een geslacht van neteldieren uit de klasse van de Anthozoa (bloemdieren).

## Soorten
- Schizopathes affinis Brook, 1889
- Schizopathes amplispina Opresko, 1997
- Schizopathes crassa Brook, 1889